# Climène
Kirinia climene
Espèce
Le Climène (Kirinia climene) est une espèce de lépidoptères de la sous-famille des Satyrinae (famille des Nymphalidae).

## Dénomination
Le nom valide complet (avec auteur) de ce taxon est Kirinia climene (Esper, 1783).
L'espèce a été initialement classée dans le genre Papilio sous le protonyme Papilio climene Esper, 1783.
Kirinia climene a pour synonyme :
- Papilio climene Esper, 1783

### Noms vernaculaires
Le Climène se nomme Lesser Lattice Brown en anglais, Κλυμένη en grec et Kaya Esmeri en turc.

### Sous-espèce
Kirinia climene roxandra (Herrich-Schäffer, [1850])

## Description
Le Climène est un papillon de taille moyenne aux antérieures de couleur orangée largement bordées de marron clair avec un ocelle orange pupillé de noir à l'apex alors que les postérieures sont marron clair avec des taches orange, certaines centrées d'un ocelle aveugle noir formant une bande submarginale incomplète.
Le verso des antérieures est semblable, orange très largement bordé de marron clair avec un ocelle noir cerné de jaune à l'apex, alors que les ailes postérieures sont de couleur  beige grisé terne, ornées d'une ligne d'ocelles noirs cerclés d'ocre.

### Chenille
La chenille est vert clair, longue, prolongée de queues et portant deux cornes sur la tête.

## Biologie

### Période de vol et hivernation
Le Climène vole en une génération entre mi-juin et fin juillet.

### Plantes hôtes
Les plantes hôtes de sa chenille sont diverses graminées, dont Poa annua.

## Écologie et distribution
Le Climène est présent sous forme de petits isolats dans le sud-est de l'Europe, en Serbie, Albanie, Roumanie, Bulgarie, Macédoine et Grèce, au Moyen-Orient en Turquie, Syrie, Irak, Iran et dans le Sud de la Russie,.

### Biotope
Le Climène réside dans des clairières buissonneuses.

### Protection
Pas de statut de protection particulier.